# Canthium neilgherrense
Espèce
Synonymes
- Canthium neilgherrense var. chartacea (Gamble) Swamin.[1]
- Plectronia neilgherrensis (Wight) Bedd.[1]

Canthium neilgherrense est une espèce de plantes de la famille des Rubiaceae.

## Liste des variétés
Selon Tropicos (9 avril 2019) :
- variété Canthium neilgherrense var. chartacea (Gamble) Swamin.

## Publication originale
- Icones Plantarum Indiae Orientalis 3: t. 1064 bis. 1846.